# 食蟹豆齒鰻
食蟹豆齒鰻，又稱食蟹豆齒蛇鰻，俗名為帆鰭鰻，為輻鰭魚綱鰻鱺目的其中一種。

## 分布
本魚分布於印度太平洋區，包括紅海、東非、南非、馬達加斯加、模里西斯、留尼旺、馬爾地夫、印度、斯里蘭卡、孟加拉、越南、泰國、日本、中國、台灣、菲律賓、印尼、澳洲、薩摩亞群島。

## 深度
水深10至30公尺。

## 特徵
本魚體延長，圓柱狀，尾後部稍側扁。肛門在身體中央或之後。尾端長於頭與軀幹的合長。體無鱗，全身光滑。側線孔明顯。身體無任何斑紋。齒小，顆粒狀，排列不整齊，呈帶狀。胸鰭發育完整；背鰭起點在胸鰭中央部位上方。背鰭、臀鰭均止於尾端的稍前方，不相連續；背鰭、臀鰭鰭條在近尾端處較高。縱帶鰭具有黑色邊緣。脊椎骨數153至162。體長為體高之30.6倍；尾長為頭與軀幹之1.4倍；頭長為吻長之6.8倍；吻長為眼徑之2倍。脊椎骨155至159枚。體長可達100公分。

## 生態
生活於熱帶地區，對淡水的忍受力強，常進入河口或潟湖區，偶爾上溯至淡水域。會築帶狀似圍網的巢，具地域性。肉食性，以小型無脊椎動物為食。

## 經濟利用
食用魚，肉質肥美。